# Sergej Vladimirovič Obrazcov
Sergej Vladimirovič Obrazcov (in russo Сергей Владимирович Образцов?; Mosca, 5 luglio 1901, [22 giugno del calendario giuliano] – Mosca, 8 maggio 1992) è stato il più celebre burattinaio russo del XX secolo.
Attivo al teatro di Vladimir Ivanovič Nemirovič-Dančenko dal 1922 al 1930 e allo studio 2 del Teatro d'arte di Mosca dal 1930 al 1936, fondò a Mosca nel 1932 il Teatro Centrale Statale dei Fantocci, che balzò velocemente all'onore delle cronache per la straordinaria abilità di Obrazcov.
Nel 1950 scrisse La mia professione, sul mestiere di burattinaio.